# Província Ocidental (Zâmbia)
Ocidental é uma província de Zâmbia. Sua capital é a cidade de Mongu.

## Distritos[2]
| - Kalabo - Kaoma - Limulunga - Luampa - Lukulu - Mitete - Mongu - Mulobezi - Mwandi - Nalolo - Nkeyema - Senanga - Sesheke - Shangombo - Sikongo - Sioma |